# Коломб (Изер)
Коломб (фр. Colombe) насеље је и општина у источној Француској у региону Рона-Алпи, у департману Изер која припада префектури Ла Тур ди Пен.
По подацима из 2011. године у општини је живело 1455 становника, а густина насељености је износила 109,98 становника/km². Општина се простире на површини од 13,23 km². Налази се на средњој надморској висини од 480 метара (максималној 738 m, а минималној 448 m).

## Демографија
| 1962. | 1968. | 1975. | 1982. | 1990. | 1999. | 2011. |
| ----- | ----- | ----- | ----- | ----- | ----- | ----- |
| 629   | 644   | 724   | 857   | 1.171 | 1.434 | 1.455 |

График промене броја становника у току последњих година